# 429 aC
El 429 aC va ser un any del calendari romà prejulià. Era l'any 325 ab urbe condita, o de la fundació de Roma.

## Esdeveniments
- Potidea o Cassandrea a Tràcia, que l'any 432 aC s'havia revoltat contra Atenes i s'havia aliat amb Perdicas II de Macedònia i Corint, va caure en mans dels atenesos.[1]
- Pèricles torna a ser elegit estrateg.[2]
- Arquidam II, rei d'Esparta inicia el setge de la ciutat de Platea, que va sucumbir l'any 427 aC.[3]
- Batalla de Calcis. Els hoplites atenesos van ser vençuts per la infanteria lleugera de la ciutat d'Espartolos ajudats per la cavalleria calcídica. Els grecs van atacar Acarnània, l'illa de Zacint i Cefalònia per terra i per mar, per aïllar Corcira, tancar el golf de Corint i prendre Naupacte.[4]
- L'estrateg Formió d'Atenes va vèncer en una batalla naval a la flota de Corint davant de les ciutat de Patres i Naupacte.[5]
- Sitalces, rei dels odrisis de Tràcia, amb un nombrós exèrcit (50.000 cavallers i 100.000 infants) va creuar els passos del mont Cercine a la tardor d'aquell any i va baixar cap a Doberos, a Peònia. Perdicas, rei de Macedònia, no li va poder fer front i li va deixar el camp lliure. Sitalces va saquejar el país fins al riu Àxios.[6]
- A Roma van ser elegits cònsols Host Lucreci Triciptí i Luci Sergi Fidenat.[7]

## Necrològiques
- Pèricles, polític atenenc, mor a causa de la pesta.[8]